# Гай Вибий Марс
Гай Вибий Марс (на латински: Gaius Vibius Marsus) e политик на ранната Римска империя.

## Биография
Вибий Марс произлиза от фамилията Вибии и е високо образован.
През втората половина на 17 г. той е суфектконсул заедно с Луций Волузей Прокул. През есента на 17 г. той придружава като преториански легат на Германик в похода му в Ориента. Вибий Марс вижда умирането на Германик след разболяването му чрез отравяне през октомври 19 г. в Антиохия (Сирия). След това той се връща със съпругата на умрелия Агрипина Стара обратно в Рим. През 26 – 29 или 27 – 30 г. той е проконсул на провинция Африка.
През 42 г. той става управител на Сирия (42 – 44 г.) по заповед на Клавдий след Пиблий Петроний.

## Фамилия
Вибий Марс се жени за Лелия. Те имат една дъщеря:
- Вибия, омъжена за Публий Плавций Пулхер (претор 36 г.), брат на Плавция Ургуланила, първата съпруга на император Клавдий.